# Luis de Milán
Luis de Milán, Luys don Milán (ur. około 1500, zm. po 1561) – hiszpański kompozytor, vihuelista, poeta.

## Życiorys
Na temat jego życia niewiele wiadomo. Od przełomu lat 20. i 30. XVI wieku przebywał w Walencji, gdzie przypuszczalnie spędził większość swojego życia i wydawał drukiem swoje dzieła. W Walencji działał na dworze księżnej Germaine de Foix i jej trzeciego męża, Fernanda. Przez krótki czas gościł też na dworze króla portugalskiego Jana III. Opublikował opis gier salonowych El juego de mandar (Walencja 1535) i wzorowany na dziele Baldassare Castiglionego opis życia na dworze w Walencji El Cortesano (Walencja 1561).
Jest autorem opublikowanej w 1536 roku pierwszej hiszpańskiej tabulatury na vihuelę Libro de Música de vihuela de mano intitulado El Maestro, zawierającej kompozycje instrumentalne (40 fantazji i pawany) oraz wokalno-instrumentalne (12 villancicos, 4 romanse, 6 sonetów).  